# Chordodes koreensis
Chordodes koreensis är en tagelmaskart som beskrevs av Otto Friedrich Bernhard von Linstow 1906. Chordodes koreensis ingår i släktet Chordodes och familjen Chordodidae. Inga underarter finns listade i Catalogue of Life.